# Alsbach-Hähnlein

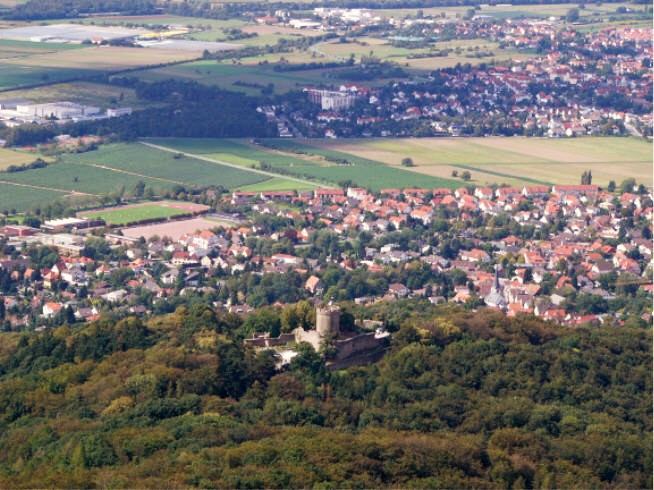
Gezicht op Alsbach-Hähnlein vanaf de Melibokus, met op de voorgrond het kasteel

Alsbach-Hähnlein is een gemeente in de Duitse deelstaat Hessen, en maakt deel uit van de Landkreis Darmstadt-Dieburg. De gemeente ontstond in 1977 door het samenvoegen van Alsbach en Hähnlein.
Alsbach-Hähnlein telt 9.082 inwoners.
De gemeente herbergt de ruïne van het 13e-eeuwse kasteel van Alsbach.
Alsbach-Hähnlein ·
Babenhausen ·
Bickenbach ·
Dieburg ·
Eppertshausen ·
Erzhausen ·
Fischbachtal ·
Griesheim ·
Groß-Bieberau ·
Groß-Umstadt ·
Groß-Zimmern ·
Messel ·
Modautal ·
Mühltal ·
Münster ·
Ober-Ramstadt ·
Otzberg ·
Pfungstadt ·
Reinheim ·
Roßdorf ·
Schaafheim ·
Seeheim-Jugenheim ·
Weiterstadt